# Quercus auzandrii
Quercus auzandrii là một loài thực vật có hoa trong họ Cử. Loài này được Gren. & Godr. miêu tả khoa học đầu tiên năm 1855.